# Ilmeny-tó
Az Ilmeny-tó (cirill betűkkel Ильмень) egy tó a Kelet-európai-síkságon, Oroszország északnyugati részén, a Novgorodi területen.
Az Ilmeny-tó felszíni területe átlagosan 982 km2, azonban ez az érték csapadékoktól függően 733 km2 és 1600 km2 között változhat. A tó vízszintjének tengerszint feletti magassága 18 méter. Legnagyobb mélysége 10–11 méter körül mozog.
A tó hosszúsága körülbelül 45 kilométer, míg szélessége 35 kilométer. Partjának legnagyobb része alacsonyan fekvő, déli felén mocsaras parttal rendelkezik.
Több folyó ömlik a tóba, többek között a Mszta, a Pola, a Lovaty, a Selony, valamint a Verenda. A tó vizét a Volhov folyó vezeti le egészen a Ladoga-tóig.